# Exocentrus fumosus
Exocentrus fumosus là một loài bọ cánh cứng trong họ Cerambycidae.